# Nau del carrer Bonaire, 7 (l'Escala)
La Nau del carrer Bonaire, 7 és una obra de l'Escala (Alt Empordà) inclosa a l'Inventari del Patrimoni Arquitectònic de Catalunya.

## Descripció
Situat a l'extrem nord-est del nucli antic de la població de l'Escala, delimitat pels carrers Bonaire, Avi Xaxu i corriol de Lluís Albert. Molt proper al port d'en Perris, antic port secundari de la població.
Es tracta d'una nau aïllada de planta rectangular, formada per dues crugies adossades. Presenta un espai de pati obert al sector est de la finca. La coberta és a dues vessants de teula i consta d'una sola planta. Les façanes presenten obertures majoritàriament reformades, rectangulars i amb l'emmarcament arrebossat i conserven restes dels arcs que bastien les antigues obertures de maons. A la part inferior de les façanes hi ha un ampli sòcol arrebossat i pintat, que enllaça totes les obertures presents. A la part superior de les dues façanes curtes hi ha un petit rosetó decorat amb motius florals. El coronament de l'edifici es fa amb plafons d'obra esglaonats.
La construcció és bastida amb pedra de diverses mides,lligada amb morter de calç. Als angles hi ha carreus ben escairats.

## Història
Antic salí, actualment en desús.